# جنی ارپنبک
جنی ارپنبک (انگلیسی: Jenny Erpenbeck؛ زادهٔ ۱۲ مارس ۱۹۶۷) کارگردان نمایش، و نویسنده اهل آلمان است.